# Let Me Tickle Your Fancy
Let Me Tickle Your Fancy è il nono album in studio del cantautore statunitense Jermaine Jackson, pubblicato nel 1982 dalla Motown Records. Fu l'ultimo per questa etichetta.

## Classifiche
Raggiunse la posizione 46 nella classifica Billboard 200 e la 9 in quella R&B.

## Tracce
1. Let Me Tickle Your Fancy (feat. Devo) – 3:50 (Jermaine Jackson, Paul M. Jackson, Jr., Pamela Sawyer, Marilyn McLeod)
2. Very Special Part – 6:32 (Benny Medina, Cliff Liles, Kerry Ashby, William E. Bickelhaupt)
3. Uh, Uh, I Didn't Do It – 4:29 (Denzil A. Miller, Jr., Jermaine Jackson, Monica F. Pége)
4. You Belong to Me (feat. Syreeta) – 4:02 (Carlton A. Dinnall, Denzil A. Miller, Jr., Jermaine Jackson)
5. You Moved a Mountain – 4:22 (Denzil A. Miller, Jr., Jermaine Jackson, Ron Miller)
6. Running – 4:16 (Denzil A.  Miller, Jr., Jermaine Jackson, Kathy Wakefield)
7. Messing Around – 4:28 (Jermaine Jackson)
8. This Time – 4:17 (Jermaine Jackson, John McClain, Kathy Wakefield)
9. There's a Better Way – 4:12 (Jermaine Jackson)
10. I Like Your Style – 5:01 (Elliot Willensky, Jermaine Jackson)

## Personale
- Jermaine Jackson – lead vocals, backing vocals, keyboards, synthesizers, synth bass, bass guitar, drums, percussion, congas
- Ronnie Foster – keyboards
- Denzil Miller – keyboards, synth bass
- Paul Jackson, Jr. – guitars, bass guitar
- Nathan East – bass guitar
- Tal Hawkins – bass guitar
- Ollie E. Brown – drums
- James Gadson – drums
- Jonathan Moffett – drums
- Arnold Ramsey – drums
- Karen Jackson – percussion
- Randy Jackson – percussion
- Godfrey Watson – percussion
- Monica Pege – additional backing vocals (1)
- Spud and Pud Devo – additional backing vocals (1)
- Adonis Hampton – additional backing vocals
- Marti McCall – additional backing vocals
- Gonzales Ozen – additional backing vocals
- Stephanie Spruill – additional backing vocals

### Arrangiamenti
- Jermaine Jackson – rhythm (1-5, 6, 7, 9, 10), horn (2, 6, 7, 8)
- Paul Jackson, Jr. – rhythm (2, 3)
- Benjamin Wright – horn (2)
- Jerry Hey – horn (3, 6, 7)
- Denzil Miller – rhythm (4, 5, 6)
- Gene Page – string (4, 5)
- John McClain – rhythm (8), horn (8)
- George Del Barrio – string (10)

## Produzione
- Berry Gordy – producer, executive producer
- Jermaine Jackson – producer
- Hazel Jackson – executive producer
- Michael Schuman – recording, mixing
- Mick Guzauski – assistant engineer
- Bob Harlan – assistant engineer
- Robin Laine – assistant engineer
- Keith Seppanen – assistant engineer
- John Matousek – mastering
- Johnny Lee – art direction, design
- Ron Slenzak – photography